# Joaquín Casellas
Joaquín Casellas Roure (Arenys de Mar (Barcelona), 19 de marzo de 1925 - Pamplona, 9 de julio de 2007), Doctor Ingeniero Industrial y profesor universitario. Fue el primer director de la Escuela Superior de Ingenieros de la Universidad de Navarra, entre 1962 y 1978, cargo que compatibilizó con el de vicerrector de la Universidad. Impartió clases de Mecánica, Mecánica de Fluidos y Control y Regulación automática. 

## Biografía
Se tituló en Ingeniería Industrial en 1952 en la Escuela Técnica Superior de Ingenieros Industriales de Barcelona. Ejerció como ingeniero en Renfe de 1952 a 1956, y como director técnico de Talleres Granda de 1957 a 1962. En 1962 se trasladó a San Sebastián para poner en marcha la Escuela de Ingenieros de la Universidad de Navarra, en la que desarrolló su labor docente e investigadora. Fue profesor ordinario de Mecánica hasta mediados de los 70, cuando se hizo cargo de la docencia de Control y Regulación Automática. Recibió la medalla de Oro de la Universidad de Navarra (1994), y fue profesor visitante de la Universidad de Piura (Perú). Persona de grandes virtudes como profesor y autoridad universitaria, muy apreciado por sus estudiantes.
Experto en automática, realizó numerosos proyectos de investigación, entre ellos el primer sistema de control automático de peajes de las autopistas guipuzcoanas.

## Publicaciones
Es especialmente conocido su Curso de Mecánica, escrito junto con José María Bastero. Se trata de un manual de Mecánica que se ha convertido en un clásico en las Escuelas de Ingenieros. Publicó también Control adaptativo en máquinas-herramientas y Cálculo del golpe de Ariete en las instalaciones de bombeo, junto con Juan Flaquer. Además, es autor de numerosos artículos técnicos publicados en revistas especializadas.